# August Bournonville
August Bournonville, Auguste Antoine Bournonville (ur. 21 sierpnia 1805 w Kopenhadze, zm. 30 listopada 1879 tamże) – duński tancerz i choreograf pochodzenia francuskiego.

## Życiorys
Syn Antoine’a (1760–1843), baletmistrza Królewskiego Baletu Duńskiego w Kopenhadze. Po raz pierwszy wystąpił jako tancerz w wieku ośmiu lat. Studiował w Paryżu, w latach 1826–1828 był pierwszym tancerzem Opéra de Paris, występował też w Londynie. Po powrocie do Kopenhagi pełnił od 1830 do 1877 roku funkcję dyrektora baletu przy teatrze królewskim, do 1848 roku występował jako solista. Współpracował z teatrami baletowymi w Wiedniu (1855–1856) i Sztokholmie (1861–1864). Stworzył ponad 50 baletów, m.in. La Sylphide, Napoli i Et folkesagn. Opracował własną metodę nauki tańca. Opublikował autobiografię Mit teaterliv (5 tomów, wyd. Kopenhaga 1848–1878).